# Choc septique
 Mise en garde médicale
Le choc septique est une défaillance circulatoire aiguë, entraînant des désordres hémodynamiques, métaboliques et viscéraux, déclenchée par un agent infectieux.
C'est une cause de collapsus cardio-vasculaire.
Il est défini par l’apparition ou la persistance d'une hypotension artérielle (PAS < 90 ou PAD < 40 mmHg) ou de signes francs d’hypoperfusion périphérique (Lactatémie ≥ 4 mmol/L, oligurie) malgré un remplissage vasculaire adéquat, au cours d’un sepsis grave, ou d’emblée chez un malade ayant des signes d’infection.
Le choc septique est une urgence médicale qui requiert des soins visant à hausser rapidement la pression artérielle systémique (en augmentant le volume sanguin et en administrant des vasopresseurs tels que les catécholamines) ainsi que des antibiotiques par voie intraveineuse.
Le choc septique est une maladie grave et reste associé à un fort taux de mortalité.

## Épidémiologie
Le choc septique est l'une des premières causes de mortalité en réanimation (50 % de mortalité). Aux États-Unis, 230 000 personnes font annuellement un choc septique, avec plus de 40 000 décès.

## Physiopathologie
La réponse normale de notre organisme à une infection se fait par le biais d'une cascade de réponses immunologiques et humorales. Toute stimulation excessive, prolongée, ou déséquilibrée du système immunitaire va pouvoir donner lieu à une réponse « anormale » de l'organisme.
L'état de choc septique associe des anomalies cardiaques et vasculaires ayant pour conséquence principale une redistribution anormale du sang dans la microcirculation d'où son nom de choc « distributif ». Ces troubles témoignent d'une réponse inflammatoire systémique résultant de l'action de substances microbiennes.
La présence d'une toxine active de l'agent bactérien en cause va entraîner l'activation de différents processus :
- la sécrétion par les macrophages de TNF-alpha, d'interleukines (1 et 6),
- la sécrétion par les cellules endothéliales de prostaglandines notamment la Prostacycline, de NO, puissant vasodilatateur sécrété par les cellules endothéliales intactes et qui empêche l'agrégation plaquettaire.
- l'activation du complément, du système kinine, de la coagulation et de la fibrinolyse.

Ces réactions vont avoir pour conséquences une hypoxie tissulaire par :
- toxicité myocardique, responsable de la défaillance cardiaque,
- des modifications de la perméabilité capillaire, une vasodilatation ainsi qu'une activité procoagulante, responsables de l'hypovolémie et d'un œdème interstitiel.

Tous ces éléments peuvent conduire à une défaillance multi-viscérale et au décès.

## Diagnostic
Les signes cliniques du choc septique peuvent comprendre : 
- une hypotension, une tachycardie, une oligo-anurie,

- des marbrures, des extrémités froides, un temps de recoloration cutané augmenté,
- une agitation, des troubles de la vigilance allant jusqu'au coma,
- une polypnée,
- de la fièvre ou hypothermie, des frissons,
- un syndrome hémorragique ou un syndrome thrombotique.

Une « porte d'entrée » (origine de l'infection) doit être systématiquement recherchée. Elle peut être urinaire (manœuvre endovésicale, pyélonéphrite), digestive (angiocholite, péritonite), respiratoire, génitale, cutanée, veineuse (thrombophlébite suppurée sur cathéter), neuro-méningée, endocardite infectieuse.
L'échocardiographie est faite à titre systématique pour éliminer les autres causes de chocs. Il peut cependant exister une défaillance cardiaque avec une fraction d'éjection du ventricule gauche s'effondrant, pouvant faire croire qu'il s'agit en fait d'un choc cardiogénique et non d'un choc septique. La fraction d'éjection va s'améliorer secondairement.
La pose d'un cathéter de Swan-Ganz était classique à la fin du XXe siècle dans un but de diagnostic et pour aider au traitement mais son intérêt n'a jamais été prouvé et cette procédure a été abandonnée depuis.

## Biologie
L'analyse biologie du choc septique regroupe principalement :
- Acidose métabolique lactique : métabolisme cellulaire anaérobie, traduction de l'hypoxie, induit par l'hypoperfusion tissulaire,
- Insuffisance rénale aiguë : notamment fonctionnelle provoquée par le choc hypovolémique,
- Bilirubinémie > 34 μmol/L : par diminution de la perfusion hépatique provoquée par le choc hypovolémique,
- Thrombopénie, baisse du fibrinogène, augmentation des D-dimères : par consommation des facteurs de coagulations, secondaire à une coagulation intra-vasculaire disséminée,
- Taux de prothrombine < 50% : par diminution de la perfusion hépatique provoquée par le choc hypovolémique,
- INR > 1,5 spontané : conséquence de la thrombopénie et de la chute du taux de prothrombine.

## Germes responsables
Il s'agit principalement de bactéries, mais ce peut également être une levure (Candida), un virus, un parasite (Plasmodium falciparum du paludisme) ou un prion.

### Bacilles Gram négatif
Les bacilles Gram négatif et en particulier les entérobactéries sont les plus fréquemment responsables de chocs septiques. Parmi eux, on retrouve fréquemment les Escherichia coli, Pseudomonas, Proteus, Serratia, Bacteroïdes fragilis, etc.
La toxine est une endotoxine (lipopolysaccharide).

### Cocci Gram positif
Les cocci Gram positif les plus fréquemment retrouvés sont : le pneumocoque, streptocoque, staphylocoque…
La toxine correspond dans ce cas à une exotoxine et un antigène de paroi.

## Prise en charge
La prise en charge du choc septique a fait l'objet de la publication de recommandations. Celles de l'« European Society of Intensive Care Medicine » datent de 2014.

### Traitement symptomatique
Il faut tout d'abord favoriser le transport en oxygène (ventilation : oxygène au masque, voire intubation trachéale si nécessaire), maintenir un taux d'hémoglobine supérieur à 10 g/dl), corriger les troubles métaboliques (correction d'une acidose (maintenir un pH supérieur à 7,2), correction d'une hyperglycémie).
On aura également recours au remplissage vasculaire, ainsi qu'à l'utilisation de catécholamines pour leurs effets vasopresseurs. La noradrénaline est habituellement utilisé en première intention. La vasopressine permet parfois de diminuer les doses de noradrénaline. La dobutamine peut être utilisée en cas de défaillance cardiaque associée.
Les corticoïdes sont employés de manière relativement courante, même si leur efficacité reste controversée. L'éritoran, un antagoniste du TLR4, semble avoir un certain intérêt.

### Traitement étiologique
Il s'agit du traitement de l'infection responsable par :
- l'utilisation d'antibiotiques probabilistes dans un premier temps, choisis en fonction du foyer infectieux suspecté, du terrain, de facteurs de risque éventuels de résistance aux antibiotiques, de l'écologie du service en cas d'infection nosocomiale, mis en route après les prélèvements bactériologiques[9],
- puis par une antibiothérapie adaptée aux résultats bactériologiques (antibiogramme) des différents prélèvements réalisés,
- éventuellement, traitement chirurgical urgent si celui-ci est nécessaire voire indispensable à l'éradication du foyer infectieux.

## Éléments pronostiques
Les quatre facteurs suivants sont de bons éléments pronostiques :
- le nombre de défaillances multiviscérales au moment du diagnostic,
- le délai de mise en route du traitement,
- la réponse au traitement,
- l'accessibilité du foyer infectieux initial au traitement.

L'apparition d'une défaillance cardiaque, de troubles de la conscience, de crises convulsives, d'une leucopénie, de troubles métaboliques (hyperlactatémie ou hypoglycémie) sont quant à eux très péjoratifs.